# 楊子崇
楊 子崇（よう しすう、? - 大業13年7月17日（617年8月23日））は、中国の隋の皇族。文帝楊堅の族弟にあたる。

## 経歴
楊瓫生の子として生まれた。隋が建国されると、儀同の位を受け、車騎将軍として宿衛をつかさどった。後に司門侍郎となった。煬帝が即位すると、候衛将軍に累進したが、事件に連座して免官された。しばらくして、検校将軍事として復活した。大業11年（615年）、煬帝に従って汾陽宮におもむき、突厥の進攻が近いことを察して、長安に早急に帰還するよう求めたが、煬帝に聞き入れられなかった。まもなく煬帝は雁門で突厥による包囲を受けた。包囲が解かれると、「子崇がおびえて、みだりに陳情し、我が兵士の心を騒がせ驚かせた。側近に置くことはできない」と、煬帝は怒った。子崇は離石郡太守として出された。
突厥が隋の北辺を侵し、また稽胡の劉六児が離石の郡境をおびやかしたので、子崇は出兵して鎮圧するよう上表した。煬帝はまた激怒して、子崇に長城を巡回するよう命令した。子崇は出ること100里あまり、進むことができなくなって帰還した。ときに民衆は飢饉に苦しみ、寄り集まって隋に反抗したので、子崇は前後して数千人を捕らえて斬った。大業13年（617年）、朔方の梁師都や馬邑の劉武周らが挙兵して乱を起こすと、離石郡の諸民族もこれに呼応した。子崇は腹心の数百人とともに孟門関から長安に帰還しようとした。オルドスの諸県はおのおの隋の長吏たちを殺して、梁師都についたので、子崇は進めなくなり、離石に引き返した。子崇の側近たちも、太原で李淵が起兵したことを聞くと、再び離石に入城することなく、離反していった。子崇は離反した者たちの父兄を斬った。数日後、唐軍が夜に離石城下にやってくると、城中の豪傑たちは呼応して城を出た。離石城は陥落し、子崇は恨みを持つ家の者に殺された。

## 伝記資料
- 『隋書』巻四十三 列伝第八
- 『北史』巻七十一 列伝第五十九